# Falcão
Paulo Roberto Falcão (normalt bare kendt som Falcão) (født 16. oktober 1953 i Abelardo Luz, Brasilien) er en tidligere brasiliansk fodboldspiller, der gennem 1970'erne og 1980'erne spillede som midtbanespiller på Brasiliens landshold, samt hos klubberne Sport Club Internacional, AS Roma og São Paulo FC. Han blev i 2004 udvalgt til FIFA 100, en kåring af de 125 bedste nulevende fodboldspillere gennem historien.
Falcão blev brasiliansk mester med Internacional tre gange, og vandt med AS Roma én gang Serie A og to gange Coppa Italia.

## Landshold
Falcão nåede i løbet af sin karriere at spille 29 kampe og score ni mål for Brasiliens landshold, som han repræsenterede i årene mellem 1976 og 1986. Han var en del af den brasilianske trup til både VM i 1982 og VM i 1986, og deltog også to gange i Copa América.

## Titler
Brasiliansk mesterskab
- 1975, 1976 og 1979 med Internacional

Serie A
- 1983 med AS Roma

Coppa Italia
- 1981 og 1984 med AS Roma